# Лямин, Леонид Иванович (революционер)
Леони́д Ива́нович Ля́мин (родился в 1898 году, Николаевское, Гдовский уезд, Санкт-Петербургская губерния, Российская империя — казнён 13 апреля 1938 года, Хабаровск, РСФСР, СССР) — советский государственный деятель, председатель Хабаровского облисполкома (1937). Участник гражданской войны в РСФСР (1917/18—22).

## Биография
Леонид Иванович Лямин родился в 1898 году в селе Николаевское Гдовского уезда. Он — участник гражданской войны в РСФСР: в феврале — марте 1920 г. — врид военкома 50-й «Таманской» стрелковой дивизии (11-я армия РККА).
В 1937 году Лямин — председатель исполнительного комитета Хабаровского областного совета.
В сентябре 1937 г. был арестован. В апреле 1938 года выездной сессией Военной коллегии Верховного суда СССР за контрреволюционную деятельность экс-председатель был приговорён к высшей мере наказания. 19 июля 1957 г. Военной коллегией Верховного суда СССР был посмертно реабилитирован.